# A pók feje
A pók feje (eredeti cím: Spiderhead) 2022-es amerikai sci-fi thriller Joseph Kosinski rendezésében. A forgatókönyvet Rhett Reese és Paul Wernick írta, George Saunders Escape from Spiderhead című disztópikus novellája alapján. A főszerepben Chris Hemsworth, Miles Teller és Jurnee Smollett látható. A forgatás Ausztráliában, a 2020-as COVID-19 világjárvány idején zajlott.
A film premierje 2022. június 11-én volt Sydneyben, a Netflixen pedig 2022. június 17-én jelent meg. A kritikusoktól vegyes véleményeket kapott.

## Cselekmény
Két, a közeli jövő társadalmában élő elítéltnek meg kell küzdenie múltjával, miközben csapdába esnek egy bizarr létesítményben. A hely lehetővé teszi a raboknak, hogy csökkentsék büntetésük idejét, ha önként jelentkeznek érzelemváltoztató drogokkal végzett kísérletekre. A műveletet a börtön felügyelője, Steve Abnesti végzi. 
Jeff elítélt egy másik rab, Lizzy gondozásába kerül, és megpróbálja kijátszani a börtön kísérleteit, hogy megmentse őt.

## Szereplők
| Szerep        | Színész          | Magyar hang        |
| ------------- | ---------------- | ------------------ |
| Steve Abnesti | Chris Hemsworth  | Nagy Ervin         |
| Jeff          | Miles Teller     | Fehér Tibor        |
| Lizzy         | Jurnee Smollett  | Veszelovszki Janka |
| Heather       | Tess Haubrich    | Hay Anna           |
| Emma          | BeBe Bettencourt | Mikecz Estilla     |
| Verlaine      | Mark Paguio      | Bogdán Gergő       |
| Adam          | Sam Delich       | Fancsikai Péter    |
| Miguel        | Joey Vieira      | Fehér Péter        |
| Ryan          | Daniel Reader    |                    |
| Dave          | Ron Smyck        | Kapácsy Miklós     |
| Ray           | Stephen Tongun   | Kis Horváth Zoltán |
| Rogan         | Nathan Jones     | Papucsek Vilmos    |

## Bemutató
A Netflix társ-vezérigazgatója és a tartalomért felelős vezetője, Ted Sarandos egy 2021. áprilisi videó és a részvényeseinek írt levél részeként megerősítette, hogy a film premierje 2021 utolsó negyedévében várható. 2022 áprilisában megerősítették, hogy a film 2022. június 17-én jelenik meg. A világpremiert 2022. június 11-én tartották az ausztráliai Sydneyben, a The Entertainment Quarterben.

## Fogadtatás
A Rotten Tomatoes weboldalon a film 56 kritika alapján 56%-os minősítést ért el, átlagosan 5,8/10-es értékelést kapott. A Metacritic-en 24 kritikus 100-ból 56 pontot adott a filmnek, ami "vegyes vagy átlagos értékelést" jelent.